# Frederic Charles Bartlett
Sir Frederic Charles Bartlett (* 20. Oktober 1886 in Stow-on-the-Wold (Großbritannien); † 30. September 1969 in Cambridge) war ein britischer Psychologe und Professor für experimentelle Psychologie an der Universität Cambridge von 1931 bis zu seiner Pensionierung im Jahr 1951. Mit Kenneth Craik war er für die Gründung des Medical Research Councils Applied Psychology Research Unit (APU) in Cambridge im Jahr 1944 verantwortlich, dessen Direktor er nach dem frühen Tod von Craik im Jahr 1945 wurde. Er war einer der Vorreiter im Bereich der Kognitionspsychologie.
Im Jahr 1932 wurde er Mitglied der Royal Society (eine seltene Ehre für einen Psychologen) und im Jahr 1948 wurde er für seine Dienste im Bereich der angewandten Psychologie in der Royal Air Force zum Knight Bachelor geschlagen. 1945 wurde er in die American Philosophical Society, 1947 in die National Academy of Sciences und 1958 in die American Academy of Arts and Sciences gewählt.

Bildserie nach F. Bartlett

Die britische Gesellschaft für Ergonomie stiftete ihm zu Ehren die Bartlett-Medaille und die Gesellschaft für experimentelle Psychologie gibt eine jährliche Bartlett Lecture heraus.

## Beispiel aus der Kognitionspsychologie von Bartlett
In seinem Buch Remembering (1932) legte er die Grundlagen für die Schema-Forschung. Das Spiel Stille Post, bei dem einer Person eine Geschichte ins Ohr geflüstert wird, worauf diese den Inhalt der nächsten weiter flüstern muss, brachte Bartlett auf die Idee, den Einfluss des vorhandenen Vorwissens auf die Wahrnehmung und Speicherung neuer Informationen zu untersuchen.
Die Skizze einer polynesischen Maskenzeichnung wurde einer Versuchsperson als „Porträt eines Mannes“ gezeigt. Der Proband musste sie etwas später aus dem Gedächtnis nachzeichnen (Bild 52).
Jede Zeichnung wurde jeweils einer anderen Person mit derselben Aufgabenstellung vorgelegt. Bild 54 zeigt die Verwandlung zum asiatischen Schema, Bild 55 zum europäischen Schema eines Gesichts.
Seine Untersuchungsergebnisse brachten ihn dazu, das Gedächtnis als eine Art Sammlung von Schemata zu sehen, welche die Wahrnehmung und damit auch die Erinnerung beeinflussen.
Die nebenstehenden Bilder 51 bis 55 zeigen seine Erkenntnisse anhand einer Untersuchung des französischen Forschers Philippe.